# Betania Village
Betania Village är en ort i Kiribati.   Den ligger i örådet Tabuaeran och ögruppen Linjeöarna, i den västra delen av landet, 3 100 km öster om huvudstaden Tarawa. Betania Village ligger 12 meter över havet och antalet invånare är 260. Den ligger på ön Tawata.
Terrängen runt Betania Village är mycket platt.  Närmaste större samhälle är Tenenebo Village, 6,8 km sydost om Betania Village. 